# Daniel Bacher
Daniel Bacher (ur. 8 kwietnia 1980) – niemiecki żużlowiec, występujący również na długim torze i na trawie.

## Życiorys
Dwukrotny brązowy medalista indywidualnych mistrzostw Niemiec na długim torze (2000, 2002). Sześciokrotny finalista indywidualnych mistrzostw świata na długim torze (2001 – VIII miejsce, 2002 – XII miejsce, 2005 – XVI miejsce, 2006 – XXI miejsce, 2007 – XX miejsce, 2008 – XI miejsce). Dwukrotny finalista indywidualnych mistrzostw Europy na torze trawiastym (2003 – XII miejsce, 2004 – XIII miejsce).